# Diego Rabadán
Diego Rabadán (f. 1819) fue un librero y poeta popular español.

## Biografía

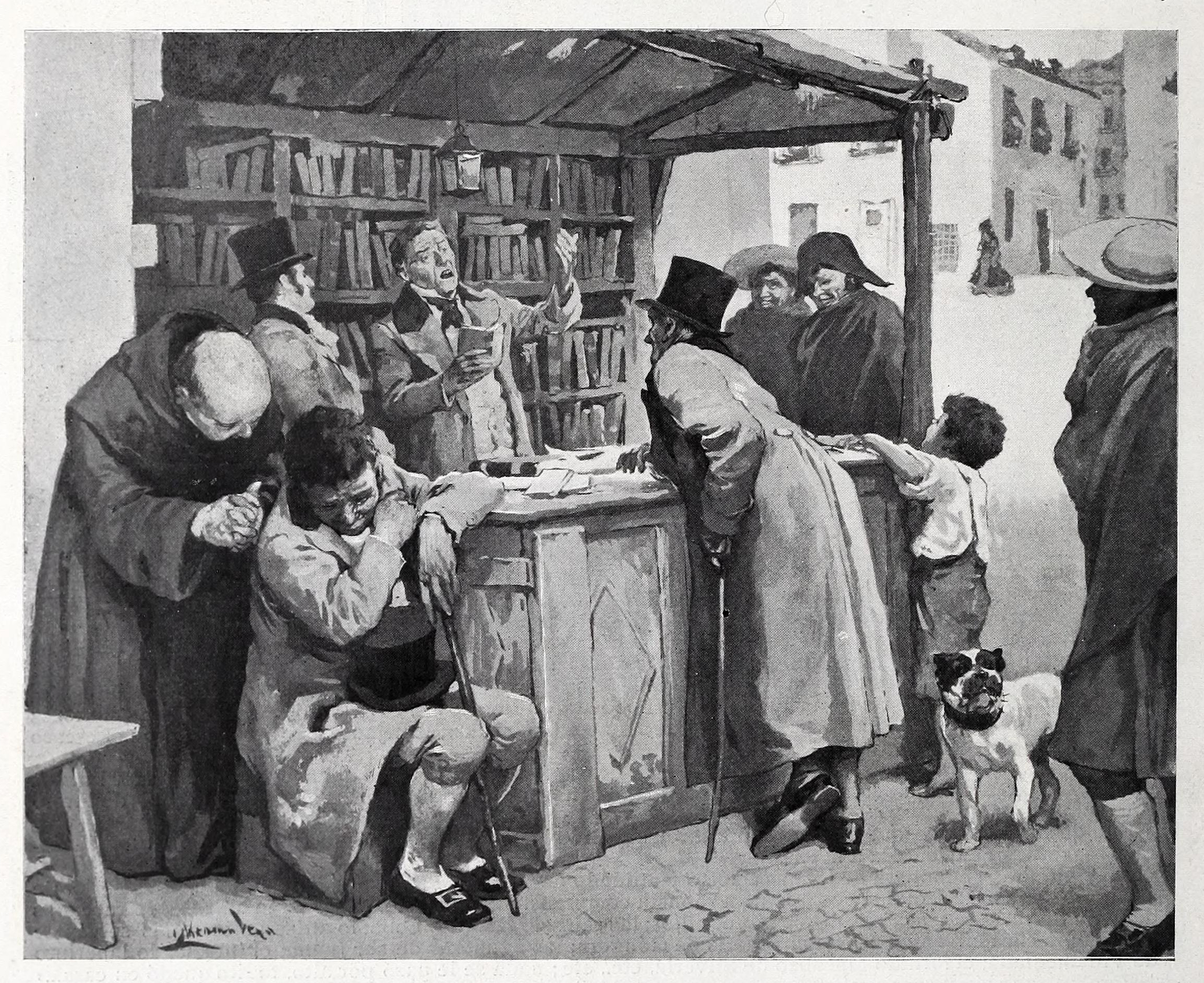
Puesto de libros de Rabadán en la plaza de las Descalzas, en un dibujo de Inocencio Medina Vera.

Natural de Murcia, se trasladó a Madrid. Allí se dedicó a la compraventa de libros, además de escribir poemas. Colaboró en el Diario de Madrid.
Un tipo popular en el Madrid de la época, era propietario de un puesto de libros en la plaza de las Descalzas, concurrido por la población madrileña, que se acercaba a escuchar sus poemas y desvaríos. Afín a Fernando VII, Rabadán, según Pedro Gómez Aparicio, habría sido «uno de los más representativos personajes del pintoresco Periodismo de su época».

Al frente de aquella cohorte de coplistas, madrigaleros, anacreónticos y elegiacos, descollaba el célebre don Diego Rabadán, que por sus circunstancias especiales ofrecía un delicioso tipo, que parece haber predicho Moratin en el retrato que hace del vate tuerto que arenga á Apolo en la ingeniosa sátira que tituló La Derrota de los pedantes, — No era, en verdad, Rabadán uno de aquellos copleros que con el solo auxilio de un consonante improvisan cuartetas, décimas y quintillas, no; era un ingenio original , aunque limitado ; era todo un poeta extravagante, formado por múltiples y estragadas lecturas; que habia tenido la habilidad de identificarse con todo lo más ridículo, por lo altisonante ó chabacano, que habia leído ; los retruécanos de León Marchante ; los picantes equivoquillos , las sales culinarias de Gerardo Lobo; el hiperbólico estilo de Gracian ; la claridad tineblaria del Polifemo de Góngora ; las agudezas de sor Juana ; el laberinto de Villamediana ; todo esto habia encarnado en aquella mente, todo habia tomado en aquella prodigiosa memoria carta de vecindad. — Su escuálida figura y su carácter bondadoso y comunicativo ; su conversación amena y hasta interesante, en que se descabria un cierta devaneo de cabeza cuando trataba de materias poéticas, 
traian á la memoria al Ingenioso Hidalgo, bueno, apacible y hasta sensato, no tratándose de sus desdichados libros de caballería. — Todavía recuerdo los buenos ratos que el amable Rabadán nos hacía pasar á mis condiscípulos y á mí cuando de vuelta del aula nos deteníamos al conversar con él, sentado á la sazón en un banquillo, delante de su puesto de libros viejos, que le tenía en la fachada de la casa del Monte de Piedad, plazuela de las Descalzas.
Mesonero Romanos, 1881, pp. 158-159

Falleció en 1919.